# Culicoides tidwelli
Culicoides tidwelli är en tvåvingeart som beskrevs av Gustavo R. Spinelli 1993. Culicoides tidwelli ingår i släktet Culicoides och familjen svidknott.
Artens utbredningsområde är Colombia. Inga underarter finns listade i Catalogue of Life.